# Caspar Elogius
Caspar Elogius (auch: Caspar Loy; Caspar Eulogius; Caspar Elogii; Caspar Elogij; * 24. Juni 1530 in Breslau, Fürstentum Breslau; † 23. März 1593 in Kieslingswalde, Grafschaft Glatz) war ein bekannter lutherischer Prediger in Schlesien und in der Grafschaft Glatz.

## Leben
Über die Herkunft des Magisters Caspar Elogius und sein Studium ist nichts bekannt. Seine Frau Esther starb am 10. Dezember 1562 im Alter von 33 Jahren und wurde in der Breslauer Marien-Magdalenen-Kirche beigesetzt. Nach seiner theologischen Ausbildung wirkte Elogius zunächst in Nimptsch und danach in Frankenstein. Am 3. Oktober 1563 berief ihn der Habelschwerdter Rat auf die dortige Pfarrei St. Michael. Da das Patronatsrecht dieser Kirche beim böhmischen Landesherrn, König König Maximillian II. lag, bestätigte der Glatzer Landeshauptmann Johann Georg von Götzen die Berufung, obwohl der Dechant Johannes Kirsten dagegen protestierte.
Elogius' Wirken fiel in die schwierige Zeit der Reformation, in der sich Schwenckfelder, Täufer, Lutheraner und Katholiken gegeneinander abgrenzten und bekämpften. Unter Kaiser Maximilian II. konnte sich jedoch die Lutherische Kirche relativ frei entfalten, so dass auch an andere Stadt- und Dorfkirchen der Grafschaft lutherische Prediger berufen wurden. Elogius erwarb sich große Verdienste um die Ausbreitung des Luthertums, bekämpfte jedoch auch die Katholische Kirche sowie die Schwenckfelder und die Täufer. Die Schwenckfelder schloss er sowohl aus dem politischen als auch aus dem geistlichen Gemeindeleben aus, da sie nach seiner Meinung die Schrift und die Sakramente verachteten.
1576 beschwerte sich der Glatzer Dechant beim Prager Erzbischof Anton Brus von Müglitz über Elogius, dem er Beleidigungen der Katholischen Kirche vorwarf und sich über dessen Dispens-Praxis in Ehefragen beklagte. Im selben Jahr kam es auch mit den von Elogius verfolgten Schwenckfeldern zu Auseinandersetzungen. In einem anonymen Brief, den sie am 20. Mai 1576 an den Habelschwerdter Rat richteten, kündigten sie Rache für die Schmähungen an und drohten, Habelschwerdt in Brand zu setzen, falls Elogius nicht bis Michaeli (= 29. September) aus dem Amt entfernt werde. Obwohl der genannte Termin verstrichen war, ohne dass die Drohung umgesetzt wurde, ließ sich der Glatzer Landeshauptmann Christoph von Schellendorf einschüchtern und ernannte am 28. Dezember 1576 den Magister Georg Eising zum Pfarrer von Habelschwerdt. Dabei mag eine Rolle gespielt haben, dass Elogius' Beschützer Kaiser Maximilian nicht mehr am Leben war. Elogius verließ am 3. Mai 1577 Habelschwerdt und begab sich ins Exil nach Schlaupitz bei Reichenbach.
In einem Brief, den Elogius am 2. Mai 1577 an den Prager Erzbischof schrieb, beklagt er die Umtriebe der Schwenckfelder und betont, dass er durch den Kaiser Maximilian beauftragt gewesen sei, „die schwenckfeldische Sekte völlig auszurotten“. Gleichzeitig forderte er, dass die Schwenckfelder nicht mehr zu öffentlichen Ämtern zugelassen und aus den Städten verdrängt werden sollten.
Drei Jahre später kehrte Elogius in die Grafschaft Glatz zurück und wurde 1580 Pfarrer in Kieslingswalde bei Habelschwerdt. Dort wirkte er weitere 13 Jahre. Nach seinem Tod erwies ihm seine frühere Habelschwerdter Kirchengemeinde Reverenz: Sein Leichnam wurde zwei Tage nach seinem Tod von Kieslingswalde nach Habelschwerdt überführt und dort unter großer Anteilnahme beider Kirchengemeinden in der Pfarrkirche vor dem Hochaltar beigesetzt, wo ein Epitaph an ihn erinnerte.

## Werke
Nach dem Tod Kaiser Maximilians II. verfasste Elogius eine Leichenpredigt, die bei Michael Peterle in der Prager Neustadt erschien. Darin lobt er das Haus Habsburg und betont, dass auch die lutherischen Untertanen treue Anhänger des böhmischen Königs seien. Das Titelbild der Schrift demonstriert die Macht der Habsburger. Es ist nicht bekannt, ob er die Predigt in seiner Kirchengemeinde vorgetragen hat oder ob er sie nur für den Druck geschrieben hat. Die Leichenpredigt erschien in zwei Ausgaben:
- Leichpredigt uber Maximiliani des andern Großmechtigsten, und frommen Römischen Kaysers absterben und Begrebnuß. Durch Caspar Elogii Wratiss. Prag, Verlag Michael Peterle, 1576.
- Leichpredig vber Maximiliani deß Andern Großmechtigsten, vnd frommen Römischen Kaysers, Absterben vnd Begrebnuß. Darinn als in einer Cronica zu sehen, Was von anfang der welt, biß auff diesen verstorbenen Kaiser Maximilianum, vnd jetzt regierenden Römischen Kayser Rudolphum, für verenderungen, in allen vier Kayserthumben fürgefallen, vnd was auch alle Stende der gantzen Christenheit, bey dieser Kayserlichen Leiche vnnd Begrebnuß behertzigen sollen. Durch M. Caspar Elogij VVratiss. Prag in der Newstat, Verlag Michael Peterle 1577, mit Titelholzschnitt.